# Премия Гарольда Юри
Премия Гарольда Юри (англ. Harold C. Urey Prize in Planetary Science) — награда планетного подразделения Американского астрономического общества, присуждается ежегодно молодому астроному за выдающийся вклад в исследования планет. Названа в честь американского физико-химика Г. К. Юри.

## Лауреаты премии Гарольда Юри
- 1984: Стивенсон, Дэвид[англ.]
- 1985: Эспозито, Ларри[англ.]
- 1986: Уисдом, Джек[англ.]
- 1987: Сквайрс, Стив
- 1988: Лунин, Джонатан[англ.]
- 1989: Мак-Кей, Кристофер[англ.]
- 1990: Толен, Дэвид[англ.]
- 1991: Бинзел, Ричард[англ.]
- 1992: Лиссауэр, Джек
- 1993: Йелле, Роджер
- 1994: Мич, Карен
- 1995: Лелуш, Эммануэль[фр.]
- 1996: Хеммел, Хайди[англ.]
- 1997: Мальхотра, Реню[англ.]
- 1998: Асфог, Эрик
- 1999: Гамильтон, Дуглас
- 2000: Морбиделли, Алессандро
- 2001: Майкл Браун
- 2002: Глэдман, Бретт
- 2003: Кэнап, Робин
- 2004: Марго, Жан-Люк[англ.]
- 2005: Несворны, Дэвид
- 2006: Гийо, Тристан
- 2007: Ниммо, Фрэнсис[англ.]
- 2008: Не присуждалась
- 2009: Стюарт-Мухопдахайи, Сара[англ.]
- 2010: Фортни, Джонатан
- 2011: Форд, Эрик
- 2012: Фейрен, Альберто
- 2013: Anders Johansen
- 2014: Matija Ćuk
- 2015: Geronimo Villanueva[англ.]
- 2016: Leigh Fletcher
- 2017: Bethany Ehlmann
- 2018: Francesca DeMeo